# (6147) Straub
(6147) Straub ist ein Asteroid des Hauptgürtels, der am 17. Oktober 1977 von dem niederländischen Astronomenehepaar Cornelis Johannes van Houten und Ingrid van Houten-Groeneveld entdeckt wurde. Die Entdeckung geschah im Rahmen der dritten Trojanerdurchmusterung, bei der von Tom Gehrels mit dem 120-cm-Oschin-Schmidt-Teleskop des Palomar-Observatoriums aufgenommene Feldplatten an der Universität Leiden durchmustert wurden.
Der Asteroid gehört zur Eunomia-Familie, einer nach (15) Eunomia benannten Gruppe, zu der vermutlich fünf Prozent der Asteroiden des Hauptgürtels gehören.
Der Himmelskörper wurde nach dem deutschen Rokokobildhauer Johann Baptist Straub (1704–1784) benannt, der einer Bildhauerfamilie entstammte und dessen Werkstatt zu seiner Zeit die bedeutendste in München war.